# Горна Баница
Вижте пояснителната страница за други значения на Баница.
Горна Баница (на македонска литературна норма: Горна Бањица; на албански: Banjica e Epërme) е село в Северна Македония, в Община Гостивар.

## География
Селото е разположено в областта Горни Полог, което е  на два километра южно от град Гостивар.

## Етимология на името
Името на селото не е производно на тестеното изделие баница, а на баня.

## История
На 1,5 km югозападно от Горна Баница е разположена късноантичната и средновековна крепост Градище. Селото Горна Баница се споменава в много документи. Според Виргинската грамота около средата на XI век византийският император Роман III Аргир го дарява на манастира „Свети Георги Бързи“ край Скопие и това е потвърдено в грамотата от 1265 година на бъгарския владетел Константин Асен, както и от сръбския крал Стефан II Милутин в 1300 година.
Горна Баница се споменава в османските преброителни дефтери от 1452/53 и 1467/68 година. Днешното село си е на средновековната локация в североизточното подножие на Градището и има стари гробища и средновековно църквиште. Малко по-северно от него е основан манастирът Гостивар, споменат в църковните документи от 1318 и 1343 година. Покрай манастира постепенно се образувало едноименно село, което в преброителния дефтер от 1452/53 година брои 88 къщи, а в 1467/68 година 108 къщи. Постепенно то засенчва Горна Баница и става център на Горния Полог.
В обобщен списък на джизието на немюсюлманите от вилаета Калканделен от 18 юли 1628 година селото е отбелязано като Горна Баниче, със 17 ханета (домакинства).
В началото на XIX век Горна Баница е смесено село в Гостиварска нахия на Тетовска кааза на Османската империя. Андрей Стоянов, учителствал в Тетово от 1886 до 1894 година, пише за селото:
| „ | С. Горна Баница. — Селото е расположено на голѣма поляна, надъ която се издига единъ хълмъ нареченъ „Градище“, Горня Баница има 60 арнаугски и само 4 български кѫщи, 1 джамия и развалини отъ стара църква. И въ дветѣ Баници българитѣ колятъ частенъ курбанъ (всѣки дома си) на св. Петка, на Архангеловъ день и др. | “ |

Според статистиката на Васил Кънчов („Македония. Етнография и статистика“) в 1900 година Горна Баница има 35 жители българи християни и 400 арнаути мохамедани.
Според патриаршеския митрополит Фирмилиан в 1902 година в Горна Баница има 3 сръбски патриаршистки къщи. В 1905 година всички християнски жители на Горна Баница са под върховенството на Българската екзархия. Според секретаря на екзархията Димитър Мишев („La Macédoine et sa Population Chrétienne“) в 1905 година в селото има 32 българи екзархисти.
При избухването на Балканската война 2 души от Горна баница са доброволци в Македоно-одринското опълчение. След Междусъюзническата война селото попада в Сърбия. Според Афанасий Селишчев в 1929 година Горна Баница е село в Долнобанишка община в Горноположкия срез и има 107 къщи с 614 жители българи и албанци.
Според преброяването от 2002 година селото има 4423 жители.
| Националност | Всичко |
| македонци    | 96     |
| албанци      | 1636   |
| турци        | 1243   |
| роми         | 315    |
| власи        | 0      |
| сърби        | 4      |
| бошняци      | 0      |
| други        | 29     |

## Личности
Родени в Горна Баница
- Захарий Новев (1877 - ?), български учител и революционер, роден в Баница (Долна или Горна Баница)
- Исаил Алексиев, македоно-одрински опълченец, 35-годишен, бозаджия, 1 рота на 2 скопска дружина[12]
- Кирил Стефанов Йовицов, роден в Горна или Долна Баница, тетовски войвода на ВМОРО в 1924 година[13]